# Villena (kommunhuvudort)
Villena är en kommunhuvudort i Spanien.   Den ligger i provinsen Provincia de Alicante och regionen Valencia, i den sydöstra delen av landet, 300 km sydost om huvudstaden Madrid. Villena ligger 525 meter över havet och antalet invånare är 35 222.
Terrängen runt Villena är kuperad åt sydost, men åt nordväst är den platt. Runt Villena är det ganska tätbefolkat, med 116 invånare per kvadratkilometer. Närmaste större samhälle är Elda, 18,8 km söder om Villena. Omgivningarna runt Villena är i huvudsak ett öppet busklandskap.